# Arantxa Mejías Cano
Arantxa Mejías Cano (Madrid, 21 de febrero de 1989) es una activista española defensora del derecho a la vivienda en España que lidera desde 2014 la Asociación de Afectados y Afectadas por la venta de viviendas públicas de la EMVS (AAVVE). Fue incluida en la campaña Valiente de Amnistía Internacional, puesta en marcha en mayo de 2017 y cuyo objetivo era aumentar el reconocimiento y la protección de las personas que defienden los derechos humanos en el mundo.

## Trayectoria
En 2013, Mejías, junto a su padre, madre y hermana, llevaban desde 2006 viviendo en un piso de alquiler con derecho a compra en Carabanchel, cuando el gobierno del Partido Popular presidido por Ana Botella vendió 1.860 viviendas de la Empresa Municipal de la Vivienda y Suelo (EMVS) a la compañía inmobiliaria Magic Real Estate-Blackstone, entre las que se encontraba la suya. Fueron privados del derecho de renovar su contrato de arrendamiento, a pesar de que dicho derecho está reconocido en las bases de la EMVS.
Ese mismo año, Mejías entendió la situación de vulnerabilidad en la que estaban ella, su familia y su comunidad de vecinas y vecinos y decidió actuar. Al principio, lo hacía pegando post-its en sus puertas, animándoles a reunirse para hablar de lo que suponía la acción mercantil que se había producido y que afectaba a sus viviendas. Como el portero de la finca, contratado por Fidere, el fondo buitre que gestionaba los fondos de inversión de la multinacional Blackstone, los quitaba, comenzó a pegarlos también en los coches. De esta forma, a principios de 2014, se organizan las primeras asambleas de lo que pocos meses después sería la AAVVE. Fidere nunca les escuchó ni atendió a sus propuestas de negociación y varias vecinas y vecinos fueron desahuciados por impago.
En agosto de 2016, Mejías y su familia recibieron el aviso por parte de Fidere por el que, en virtud de la Ley de Arrendamientos Urbanos, tenían que abandonar su casa de Carabanchel. En ese aviso, se les daba un plazo de un mes para abandonar la vivienda. Tras la Comisión de Investigación que promovió el Ayuntamiento de Madrid gobernado en 2016 por Ahora Madrid, junto a la repercusión mediática que visibilizaba a los responsables políticos y a los afectados, y a la exposición pública de la AAVVE, Mejías sufrió acoso por parte del fondo buitre.
Meses después, en octubre de 2017, el gobierno de Ahora Madrid logró que Fidere le ofreciera un nuevo contrato de arrendamiento y Mejías y su familia no fueron desahuciados. Sin embargo, en febrero de 2018, la operación de compra por parte de Blackstone aún estaba pendiente de la decisión de los tribunales en algunas cuestiones, como el hecho de que las y los inquilinos tuvieran opción a compra (alternativa que sí contemplaban los contratos de alquiler antiguos).

## Reconocimientos
En mayo de 2018, Amnistía Internacional puso en marcha la campaña Valiente:Editar cuyo objetivo era aumentar la presencia de las defensoras de derechos humanos en Wikipedia. De esta forma, se incluyó a Mejías junto a otras activistas como Alba Teresa Higuera, defensora colombiana de los derechos humanos y de la mujer; Alba Villanueva, activista española por el derecho a la libertad de expresión; Alejandra Jacinto, abogada española por el derecho a la vivienda; Asha Ismail, activista keniana contra la mutilación genital femenina; La Colectiva, asociación de mujeres colombianas y españolas refugiadas, exiliadas y migradas; y Leonora Castaño, campesina colombiana y defensora de los derechos de la mujer.